# SpaceDev

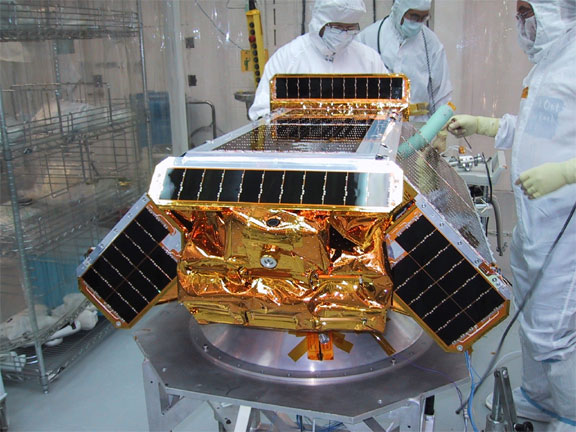
CHIPSAT premier mini satellite construit par SpaceDev

SpaceDev était une petite entreprise spatiale américaine (environ 200 personnes) fondée en 1997 dont le siège est à Poway près de San Diego racheté en 2008. 

## Historique
Pour répondre aux besoins de transport de fret vers la station spatiale internationale de la NASA dans le cadre du programme  COTS, SpaceDev propose en 2006 le vaisseau spatial Dream Chaser basé sur le HL-20, une étude de la NASA. Sa proposition n'est pas retenue mais est sélectionnée en février 2010 pour la première phase du programme Commercial Crew Development (CCDev) qui vise à développer une capsule spatiale capable de transporter les astronautes jusqu'à la station spatiale internationale. En effet, après le retrait de la navette spatiale américaine fin 2010, la NASA devra avoir recours au service du vaisseau Soyouz pour la relève de l'équipage de la station spatiale. La société a un accord avec United Launch Alliance pour le lancement de son vaisseau par une fusée Atlas V 431.
SpaceDev tente depuis sa création en 1997 de développer une activité de constructeur de micro- et nano-satellites. En 1998 SpaceDev acquiert les licences de la société  American Rocket Company (AMROC) qui avait effectué des travaux de recherche importants sur la propulsion hybride. C'est sur la base de ces licences que la société développe le moteur hybride qui propulse le SpaceShipOne. En 2005, SpaceDev rachète la société Starsys implantée à  Boulder dans le Colorado qui est un spécialiste des mécanismes de satellite.
SpaceDev est rachetée en 2008 pour 38 millions de dollars par le constructeur électronique américain Sierra Nevada Corporation. Elle fusionne avec MicroSat une autre filiale spécialisée dans l'espace pour former en 2009, Sierra Nevada Corporation's Space Systems. 